# Hon-Hergies
Hon-Hergies is een gemeente in het Franse Noorderdepartement (Frans: département du Nord) (regio Hauts-de-France). De plaats maakt deel uit van het arrondissement Avesnes-sur-Helpe. Hon-Hergies telde op 1 januari 2022 879 inwoners.

## Geografie
De oppervlakte van Hon-Hergies bedroeg op 1 januari 2022 11,02 vierkante kilometer; de bevolkingsdichtheid was toen 79,8 inwoners per km².

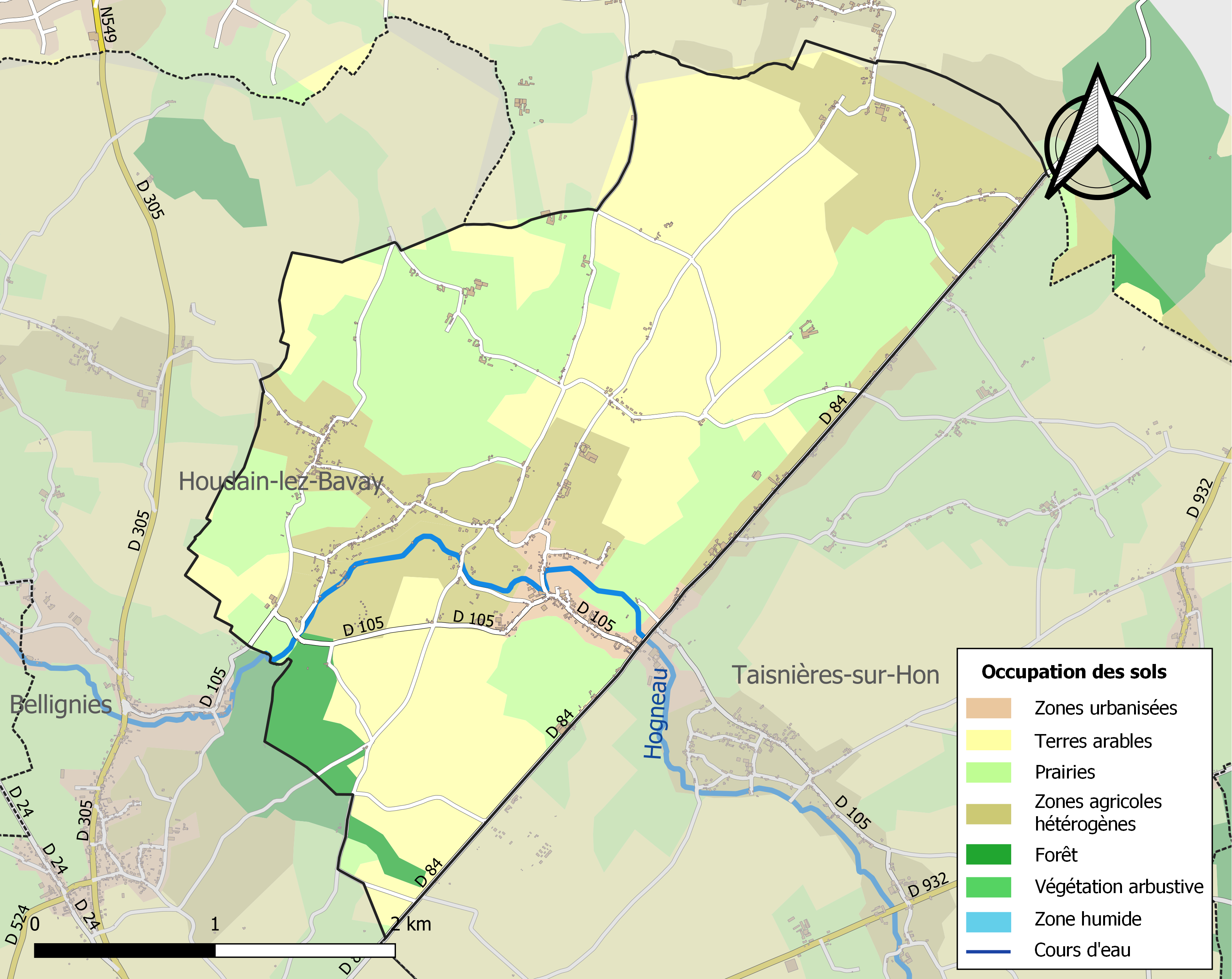
Kaart van de gemeente met belangrijkste infrastructuur, bodemgebruik en omliggende gemeenten

## Demografie
Onderstaande figuur toont het verloop van het inwonertal (bron: INSEE-tellingen).